# Đá tiêu
Đá tiêu hay tiêu thạch, hỏa tiêu, nha tiêu, tiêu toan giáp, diễm tiêu, mang tiêu, Bắc đế huyền châu (các tên gọi từ tiêu thạch trở đi là từ Hán-Việt, trong đó 3 tên gọi cuối cùng chỉ thấy có trong các thư tịch cổ của Trung Quốc) là dạng khoáng vật của kali nitrat (KNO3), còn được gọi là diêm tiêu (nghĩa là muối của đá tiêu).
Nguyên thủy thì tên gọi tiêu thạch chỉ áp dụng cho loại đá chứa KNO3, nhưng có thời kỳ nó cũng được áp dụng cho loại khoáng vật có nguồn gốc từ Chile với tên gọi Trí Lợi tiêu thạch (khoáng vật chứa NaNO3) với nguồn cung cấp chính là sa mạc Atacama, Na Uy tiêu thạch (khoáng vật chứa Ca(NO3)2). Đáng chú ý là tên gọi mang tiêu thực ra lại không phải là loại khoáng vật chứa nitrat của kim loại kiềm, mà đó là khoáng vật chứa Na2SO4‧10H2O (mirabilit).
Do tính chất dễ hòa tan của các loại muối nitrat nên đá tiêu thường chỉ được tìm thấy trong các môi trường khô cằn hay có đất kiềm. Kali nitrat và các muối nitrat khác có tầm quan trọng lớn để sử dụng làm phân hóa học, cũng như để làm thuốc nổ đen. Phần lớn nhu cầu toàn cầu hiện nay được đảm bảo bằng nitrat sản xuất theo phương pháp tổng hợp, mặc dù khoáng vật tự nhiên vẫn được khai thác và vẫn cón giá trị thương mại đáng kể.

## Miêu tả
Đá tiêu là loại khoáng vật có màu trắng hay trong suốt, kết tinh theo kiểu hệ tinh thể trực thoi. Nó thường được tìm thấy như là các khối đóng cặn lớn và các khối phát triển sủi bong bóng trên vách và trần các hang động, ở những nơi có dung dịch chứa nitrat kali rỉ ra từ các khe kẽ. Đôi khi nó cũng xuất hiện dưới dạng các nhóm kết tinh hình kim dạng lăng trụ, và các tinh thể riêng lẻ nói chung thể hiện tính song tinh.

## Lịch sử
Trong ngôn ngữ phương Tây, nó được gọi bằng các tên gọi như niter, nitre v.v. và đã được biết đến từ thời cổ đại, mặc dù có nhiều lộn xộn và nhầm lẫn với natron (hỗn hợp tự nhiên không tinh khiết của natri cacbonat/natri bicacbonat) và không phải mọi muối cổ đại được biết đến với tên gọi này hay các tên gọi tương tự khác đều chứa nitrat. Các tên gọi này có nguồn gốc từ tiếng Hy Lạp νιτρων (nitron), từ tiếng Ai Cập cổ đại netjeri, có lẽ có quan hệ với từ trong tiếng Hebrew néter, để chỉ các loại tro có chứa muối.
Từ néter trong tiếng Hebrew có thể được sử dụng như là xà phòng hay có liên quan tới nó, như ngụ ý trong Sách Jeremiah 2:22, "Though thou shouldest wash thyself with nitre, and multiply to thyself soap, still thou art stained by thine iniquities before me" (Cho dù ngươi tẩy rửa mình bằng dung dịch kiềm, và sử dụng nhiều xà phòng, nhưng điều tội lỗi của ngươi vẫn lộ ra trước ta). Tuy nhiên, người ta không biết chắc chắn là chất nào là "neter" trong Kinh Thánh Do Thái, với một số người cho rằng nó là natri cacbonat. Quả thực, từ La tinh mới để chỉ natri (natrium) có nguồn gốc từ cùng một lớp khoáng vật sa mạc gọi là natron (tiếng Pháp) hay natrón (tiếng Tây Ban Nha), thông qua tiếng Hy Lạp νιτρων (nitron), có nguồn gốc từ tiếng Ai Cập cổ netjeri, để chỉ tới các muối cacbonat/bicacbonat của natri có trong sa mạc thuộc Ai Cập, chứ không phải muối nitrat natri thường có ở các sa mạc tại Chile.
Cụm từ ἀφρόνιτρον được dịch ra như là "bọt của tiêu thạch" là mặt hàng được mua bán thường xuyên trong một loạt các tài khoản thuộc thế kỷ 4, và do nó được nói rõ là "để tắm rửa" nên có lẽ nó được dùng để chỉ xà phòng (Xà phòng thông thường hơn cũng xuất hiện trong các tài khoản nhưng đắt đỏ hơn).
Tiêu thạch đã từng được sử dụng để chỉ một cách đặc biệt tới các loại muối nitrat, được biết đến như là các loại khác nhau của xanpet (do chỉ có các muối nitrat là tốt để làm thuốc súng) vào thời gian mà nitre và axit nitric dẫn xuất của nó lần đầu tiên được sử dụng để đặt tên cho nguyên tố nitơ (nitrogen) vào năm 1790.